# 美濃加茂インターチェンジ
美濃加茂インターチェンジ （みのかもインターチェンジ）は、岐阜県美濃加茂市にある東海環状自動車道のインターチェンジ。美濃加茂SAを併設しており、利用後の流出可能、美濃加茂ICから流入の場合は利用は不可
将来、名濃道路が接続するためジャンクションが併設される計画がある。
白川町、下呂市方面への最寄りのインターである。
2025年4月15日現在東海環状道は当インターと豊田藤岡IC以外が全てETC専用料金所となっている

。非搭載車は出口インターがETC対応か事前に確認しておく必要がある。

## 歴史
- 2005年（平成17年）3月19日：豊田東JCT - 美濃関JCT間開通に伴い、供用開始。

## 周辺
- ぎふ清流里山公園（旧名称：平成記念公園 日本昭和村）

## 接続する道路
- 国道41号（美濃加茂バイパス）
- 国道418号

## 料金所
- ブース数：4

### 入口
- ブース数：2
  - ETC・一般：1
  - ETC専用：1

### 出口
- ブース数：2
  - ETC・一般：1
  - ETC専用：1

## 隣
C3 東海環状自動車道
(8)可児御嵩IC - (9)美濃加茂IC/SA - (10)富加関IC